# Paul Sanda
 (novembre 2024).
Si vous disposez d'ouvrages ou d'articles de référence ou si vous connaissez des sites web de qualité traitant du thème abordé ici, merci de compléter l'article en donnant les références utiles à sa vérifiabilité et en les liant à la section « Notes et références ».
Paul Sanda, né à Cholet le 3 septembre 1961, est un poète et un écrivain français.

## Biographie
Poète, essayiste et ésotériste, Paul Sanda est l'auteur d'une quarantaine de recueils poétiques, d'une trentaine d'essais, de nombreux textes courts et de collages.
Préfacé par Frédérick Tristan, Marc Petit ou Jacques Abeille, illustré par Claude Bellegarde, Jean-Gérard Gwezenneg, Marc Janson ainsi que Didier Serplet, il est cité dans l'Anthologie des poètes maçonniques et symboliques de Jean-Luc Maxence (Dervy). Sa poésie est magnifiée dans la biographie des Têtes Raides (Seghers éditions) et on a pu l'entendre s'entretenir avec Michel Cazenave sur France Culture, le 22 novembre 2008, dans l'émission Les Vivants et les Dieux.
Paul Sanda s'est beaucoup intéressé à l'alchimie, en particulier à Maurice Baskine et à sa Fantasophie. Après un premier essai ésotérique remarqué (Petit Grimoire du sens, Éditions Arma Artis, 2007), son grand œuvre, Haute Magie des pentacles de l'abbé Julio a paru en 2009 aux  Éditions Trajectoire.
Psychologue de formation, il est interviewé dans le numéro hors série no 13 du magazine Le Point (janvier 2013) consacré à Carl Gustav Jung sur les rapports entre le fameux psychanalyste suisse et le poète André Breton. 
Sanda dirige, à Cordes-sur-Ciel dans le Tarn, la Maison des surréalistes, conservatoire d'archives et d'objets d'art ; il dirige plusieurs collections chez Rafael de Surtis ; il est aussi Patriarche Orthodoxe dans la lignée occidentale (Haute Église Libérale Indépendante Orthodoxe Syriaque ; Hélios - Association Cultuelle Loi 1905) et auteur de divers opuscules initiatiques à tirage confidentiel sous le nom de Tau Sendivogius.
Le 1er février 2007, Paul Sanda a été nommé Chevalier dans l'Ordre des Palmes Académiques pour services rendus à l'Éducation Nationale comme éditeur.
Le 4 mars 2016, il a reçu le Prix Xavier Grall pour l'ensemble de son œuvre.
En juin 2019, Paul Sanda a été élu Président de la Maison de la Poésie du Pays de Quimperlé (29).

## Œuvres

### Principaux recueils poétiques
- Ludi Funebres, St Germain-des-Prés, 1990 ; réédition Rafael de Surtis, 1999. Une Œuvre composée et interprétée par Paco das Mortes, Productions Requiem, 1996. Postface de Jacques Kober dans la réédition.
- Une femme sans bassin serrée comme un craquement, Rafael de Surtis, 1997 ; gravure d’Annick Bongrand.
- Pour la chair de l’île, Océanes, 1999, réédition 2004, avec une gravure de Jean-Gérard Gwezenneg et une préface de Jacques Abeille.
- Entre chair et loup, Editinter, 2001. Gravure de Florent Chopin. Treize postfaces.
- Elle saigne à la lanterne, éditions Syllepse, 2002. Préface de Marc Petit. Tableau et encres de Claude Bellegarde.
- La Corde Fantasophique, Editinter, 2003. Envoi de Frédérick Tristan. Tableau de Marc Janson. Postface de Pierre Grouix.
- Song for Silja, Rafael de Surtis, 2005 ; version en finnois de la première partie de la Corde Fantasophique ; traduction de Karolina Blåberg. Envoi de Frédérick Tristan.
- Tribute to Patricia Barber, Le Trident Neuf, 2007. Illustration de Claude Bellegarde. Postface de Marc Petit. Ouvrage bilingue franco-américain. Traduction Eve Taylor.
- Racines Profondes, Arma Artis, 2008. Préface de Michel Cazenave. Sept dessins de Didier Serplet.
- Slumming on Park Avenue, Rafael de Surtis, 2009. Dessins de Alain Marcadon.
- Toute la vérité sur le cadavre, Rafael de Surtis, 2009. Préface de Jehan Van Langhenhoven. Interventions plastiques d’Olivier de Sagazan. Postface de Pierre Barthélémy.
- Les Messagères Coperniciennes, Rafael de Surtis, 2009. Préface de Michel Cazenave. Collages de Christian Martinache.
- Casanova ou l'épuisement du Mal, Rafael de Surtis, 2013. Prose poétique, pour un projet de scénario de Jean-Pierre Mocky.
- Heureuse la nuit, Voltije, 2013. Livre d'artiste, avec des photos plastiquement travaillées d'André Jolivet.
- Dix-sept Psaumes de Proue de Joue & de Beauté, Rafael de Surtis, 2014. Édition trilingue : français, russe, anglais. Trad. Nariné Karslyan et Claire Le Chevalier. Avec Irène Le Goaster, sculptrice : photos Laure Carion.
- Lettre de Sintra, Rafael de Surtis, 2014. Envoi de Rémi Boyer. Ouvrage bilingue Franco-Portugais. Traduction de Jean-Louis Susano.
- Ouessant, Phares & Balises, Édition bilingue : français, breton. Rafael de Surtis / D'Autres Univers, 2016. Illustrations Klervi Bourseul.
- Célébration des Nuées. Anthologie Poétique de l’Œuvre de Paul Sanda (1990-2015), contenant Le Tombeau de Joyce Mansour, recueil inédit, 2016. Préface de Marc Petit. Postface de Jehan Van Langhenhoven ; études de Serge Torri et Pierre Grouix ; de Christophe Dauphin. Nombreuses illustrations, lettres à Paul Sanda de Fernando Arrabal, Alain Jouffroy, Gisèle Prassinos... et un cahier photographique de 48 pages, avec des photos de Chloe des Lysses, Nina Jolivet, Najah Kadi-Iskander, André Jolivet (peintre), Rafael de Surtis, etc. Rafael de Surtis / Editinter, 2016.
- Le vent, je suis Léo Ferré. Rafael de Surtis, 2017.
- Rituel du Roi Lézard, avec Bruno Geneste, Édition bilingue : français, italien, Rafael de Surtis, 2017. Illustrations Monique Marta.
- Le Sanctuaire de la Peur, Rafael de Surtis, 2017. Dix tableaux de Françoise Segonds.
- Le Zodiaque de Mohamed Ali, avec Bruno Geneste, MaelstrÖm reEvolution, 2018. Collection Bookleg n° 146.
- Les Travaux de la Nuit, Alcyone, 2018. Bilingue Franco-Espagnol. Traduction Miguel Angel Real.
- Auberge de la Tête Noire, Rafael de Surtis, 2019.
- Dialogue dans l'esprit d'Artaud, Rafael de Surtis, 2019.
- Les îles du Silence, avec Bruno Geneste, Rafael de Surtis, 2020.
- La Petite Epée de Tolède, avec Bruno Geneste, et Martine Saurel, Rafael de Surtis, 2021.
- & la fin de l'amour, & Leonard Cohen & Graeme Allwright, Rafael de Surtis, 2021.
- La Précession des sphères, poèmes précédé par Tribute to Patricia Barber, préfacé par Odile Cohen-Abbas, éditions Unicité, collection "Eléphant blanc" dirigée par Etienne Ruhaud. Illustrations de Klervi Bourseul. 2022.
- Feux de Braise, avec Françoise Segonds, Rafael de Surtis, Atelier Le Rouge-Vie, 2022.
- La Femme Cent-Chaînes, avec Faustine Sappa, Rafael de Surtis, 2022.
- 49 Marches, avec une Préface de Serge Pey. Alcyone, 2022.
- Never Ending Tour Bob Dylan Reloaded, avec Alain-Pierre Pillet, Rafael de Surtis, 2023.
- Le Sanctuaire de la Peur, la Performance, L'Âne qui butine, 2023. Collection Troglodyte.
- Lucinda, & l'instant suspendu, live from Austin, Texas (1998), L'Âne qui butine, 2023. Collection Troglodyte.
- Cinéma, poésie & merveilleux ; évocation, images & surréalisme, avec Françoise Segonds, Rafael de Surtis, 2024.
- Capitales toutes les mêmes devenues, hommage à la chanson de Gérard Manset Comme un Lego, avec Elena Peinado ; Rafael de Surtis, tirage limité, 2024.

### Essais
- Reflets tremblants des Arts déçus, avec Daniel Roth. Rafael de Surtis, 2007. Illustration de Daniel Roth. Préface de Gilbert Sinoué.
- Petit Grimoire du Sens, Arma Artis, 2007. Illustration de Didier Serplet, et une photographie de Michel Gaudrion. Postface de Rémi Boyer.
- Haute Magie des Pentacles de l’Abbé Julio, éditions Trajectoire, 2009. Préface Frédérick Tristan. Postface Hervé Rougier. Reproduction des 44 pentacles originaux en couleur.
- Le Pacte Bicéphale, avec Rémi Boyer. Rafael de Surtis, 2010. Illustrations photographiques Aimaproject.
- Sept Fragments immanents pour une Alchimie poétique, Rafael de Surtis, 2012.
- Rituels de Guérison par les Archanges, Grand Grimoire des Archevêques, Trajectoire, 2012, préface de Pierre A. Riffard ; réédition Rafael de Surtis, 2020.
- Ouessant, l'(H)ermitage des Grands Vents, avec Bruno Geneste. Rafael de Surtis / Les Chemins Bleus, 2013. Illustrations Klervi Bourseul et Fredofthewood.
- Prières secrètes de Guérison par l’invocation des Saints, Trajectoire, 2013. Postface de Rémi Boyer.
- Les Surréalistes et la Bretagne ; le domaine des Enchanteurs, avec Bruno Geneste, Editinter 2015. Bourse d'avant-garde Sarane Alexandrian 2014 de la SGDL.  préface de Marc Petit, postface Jehan Van Langhenhoven.
- 7 Rituels sexuels sacrés de l'ésotérisme occidental, Rafael de Surtis, 2015. Préface de Christopher Blake, envoi de  Michel Cazenave.
- Cordes-sur-Ciel, Cité Mystérieuse, Templiers, initiés & Moines Rouges, Rafael de Surtis, 2016. Conseiller historique Pascal Cazottes.
- La voie ésotérique du chevalier chrétien, éditions Trajectoire, 2017.
- La Voie Gnostique dans l'Orthodoxie occidentale, Rafael de Surtis, 2017.
- Bréviaire secret des Templiers, éditions Trajectoire, 2018.
- L'Alchimie secrète en la Voie Sacerdotale. Rafael de Surtis / Editinter, 2018.
- Saint-Pol-Roux ; le Cosmographe des Confins, avec Bruno Geneste, Rafael de Surtis / Editinter 2018.
- Les Constellations de Charles-Albert Cingria, Sémaphore, collection Champs Magnétiques, 2018.
- Fantômes, Spectres et Revenants ; réflexions sur les orbes et l'au-delà de l'âme, éditions Trajectoire, 2019.
- Les pensées bleues d'André Suarès, avec Bruno Geneste. Sémaphore, collection Champs Magnétiques, 2019.
- La Suette, Rafael de Surtis, 2020.
- Sept Irruptions créatives et nostalgiques, Rafael de Surtis, 2020.
- Un siècle d'écrivains à Pont-Aven et ses environs, avec Bruno Geneste. Préface d'Hervé Jaouen, éditions des Montagnes Noires, 2020.
- Révélations sur la Magie et la Sagesse des Druides, avec Bruno Geneste, éditions Trajectoire, 2021 ; éd. en italien Venexia, 2023.
- Le Labyrinthe hermétique, les Douze Portes de l'Alchimie initiatique, la rumeur libre, 2021.
- Un siècle d'écrivains à Cordes-sur-Ciel et environs, avec Bruno Geneste, Préface Ambassadeur Eric Lebédel. Rafael de Surtis, 2022.
- Ouessant, l'(H)ermitage des Grands Vents, avec Bruno Geneste. Illustration de couverture Klervi Bourseul. Nouvelle édition augmentée d'une grande partie inédite (textes 2012-2018), éditions des Montagnes Noires, 2022.
- Pratique opérative du Chemin de Croix, la rumeur libre, 2023.
- Crucifixus, Analectes Gnostiques pour une histoire du Christos Jésus, Acte Premier, Rafael de Surtis, 2023.
- Crucifixus, Analectes Gnostiques pour une histoire du Christos Jésus, Acte Deuxième, Rafael de Surtis, 2024.
- L'Alchimie surréaliste et fantasophale de Maurice Baskine, Rafael de Surtis, 2024.
- Grands Emblèmes du Merveilleux pour Ernest de Gengenbach, la rumeur libre, 2024.
- La Voie Templière dans l'Ordre Secret du Temple (1419), édition bilingue français & anglais, Rafael de Surtis, 2024.
- Rose+Croix, l'aventure mystérieuse de l'ordre du Précieux Sang, avec, éditions Trajectoire, 2024.
- Les mystérieuses barricades d'Olivier Larronde, collection "Résonances" dirigée par Olivia-Jeanne Cohen, Éditions Douro, 2024.